# Masami Tanaka
Pour les articles homonymes, voir Tanaka.
Masami Tanaka ((田中雅美), née le 5 janvier 1979 à Engaru (Hokkaidō), est une ancienne nageuse de brasse japonaise, médaillée de bronze olympique en 2000.

## Carrière
Pour ses premiers championnats du monde en 1994, elle atteint la finale du 100 m brasse où elle termine 7e. Sur le 200 m brasse, elle est éliminée en demi-finale.
À 17 ans, Masami Tanaka participe à ses premiers Jeux olympiques à Atlanta où elle finit 5e du 200 m brasse. L'année suivante, elle monte sur le podium des championnats pan-pacifiques 1997 sur le 200 m brasse avec un temps de 2 min 28 s 66. Quelques semaines plus tard, elle est médaillée d'or aux Universiade en 2 min 30 s 24 devant l'Ukrainienne Svitlana Bondarenko et la Tchèque Lenka Manhalova. En 1998, elle est médaillée d'or aux Jeux asiatiques sur le 200 m brasse (2 min 28 s 44) et médaillée de bronze sur le 100 m brasse (1 min 10 s 30).
En 1999, elle réussit un quadruplé en raflant l'or sur le 50 m brasse, le 100 m brasse, le 200 m brasse et le 4 × 100 m 4 nages lors des Mondiaux en petit bassin. Sur le 200 m brasse, elle bat également le record du monde de la distance en 2 min 20 s 22.
Aux Jeux olympiques d'été de 2000, elle remporte sa médaillée internationale la plus importante avec le bronze sur le 4 × 100 m 4 nages avec Mai Nakamura, Junko Onishi et Sumika Minamoto. Sur les autres courses, elle termine 7e du 200 m brasse et 6e du 100 m brasse. Cette année-là, Masami Tanaka réussit l'exploit de battre le record du Japon sur chacune des courses (séries, demi-finales et finales) auxquelles elle participe lors des championnats japonais. Sur le 200 m brasse, son nouveau record du Japon de 2 min 23 s 64 est seulement à 48 centièmes de secondes derrière le record du monde de la Sud-Africaine Penelope Heyns. Sur le 100 m brasse, elle réalise un temps de 1 min 7 s 27 lors de la finale, après avoir nagé 1 min 7 s 88 en séries et 1 min 7 s 38 en demi-finale. Son record est battu seulement 9 ans plus tard par Mina Matsushima lors des championnats nationaux étudiants en 2009.
En 2004, elle termine au pied du podium olympique sur le 200 m brasse, 9e du 100 m brasse et 5e du relais 4 × 100 m 4 nages avec l'équipe japonaise.